# Niua
Niua (denominada localmente Poutoru) es una comuna asociada de la comuna francesa de Tahaa que está situada en la subdivisión de Islas de Sotavento, de la colectividad de ultramar de Polinesia Francesa.

## Composición
La comuna asociada de Niua comprende una fracción de la isla de Tahaa y los dos motus más próximos a dicha fracción:
| Comuna asociada de Niua      |                  |                  |                    |
| Fracción de la isla de Tahaa | Población (2012) | Superficie (km²) | Densidad (hab/km²) |
| Niua                         | 567              | -                | -                  |
| Islotes                      | Población (2012) | Superficie (km²) | Densidad (hab/km²) |
| Toapuhi                      | -                | -                | -                  |
| Tahororoa                    | -                | -                | -                  |

## Demografía
| Gráfica de evolución demográfica de Niua entre 1977 y 2012 |
|                                                            |

Fuente: Insee